# Iveco EuroCargo
Iveco Eurocargo — серия среднетоннажных грузовиков, выпускаемых итальянской компанией Iveco S.p.A, полной массой от 7 до 18 тонн. В иерархии Iveco занимает место между лёгким Daily и тяжёлым Stralis. Существует множество вариантов модификаций Eurocargo, условно их можно разделить на лёгкую и тяжёлую подгруппы.

## История

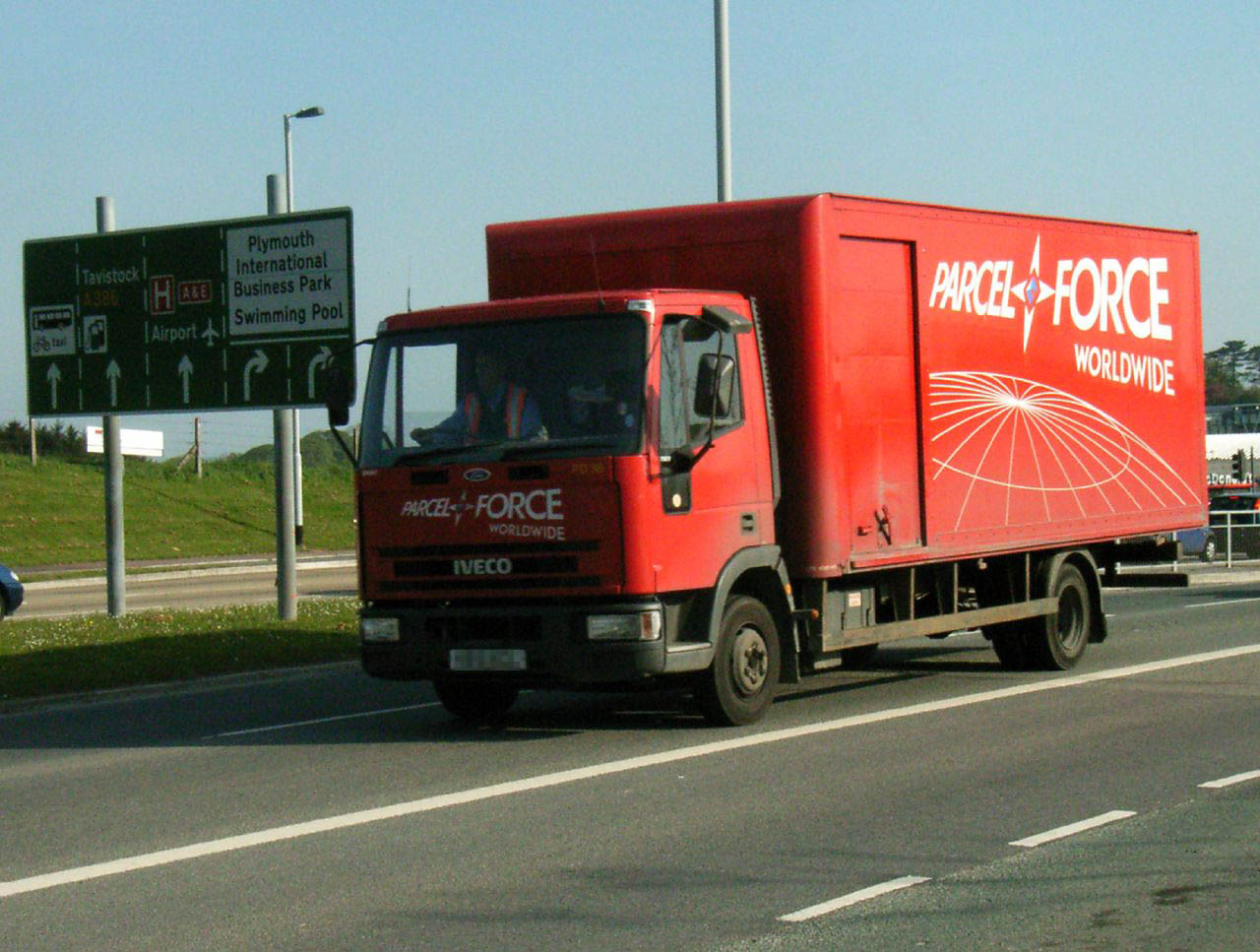
Iveco Evrocargo первого поколения

- 1991 год — на смену Iveco TurboZeta приходит Iveco Eurocargo. В основе модели лежала идея о модульной конструкции среднетоннажного грузовика, который будет собираться под конкретные нужды заказчика. Уже с началом производства, семейство Eurocargo включало в себя более 500 модификаций.
- 1992 год — Eurocargo получает премию «Грузовик года».
- 2000 год — на все Eurocargo устанавливается новый двигатель Tector, разработанный в рамках совместного предприятия European Engine Alliance, в которое, помимо Iveco, вошли компании Cummins и New Holland.
- 2003 год — выход второй генерации Eurocargo, дизайн разработан совместно с итальянским ателье Bertone. Общее количество выпущенных моделей достигает 300000 экземпляров.
- 2006 — начало установки системы SCR на грузовики Eurocargo, что позволяет достичь норм Евро-4 и Евро-5.
- 2008 — третья генерация Eurocargo. В этом варианте автомобиль выпускается и в настоящее время.

## Технические характеристики
Наиболее распространённая колёсная формула — 4х2. Также доступны компоновки 6х4 и 6х2. Помимо этого существует полноприводная версия 4х4, дополнительно оснащённая блокировками межосевого и межколёсного дифференциалов. Длина колёсной базы варьируется от 3845 мм до 6570 мм, что позволяет устанавливать кузова длиной от 4135 до 10 550 мм.
Есть несколько вариантов исполнения подвески: параболические однолистовые рессоры, полуэллиптические многолистовые рессоры, пневмоэлементы. Для подвески на пневмоэлементах предусмотрена система электронного управления ECAS, которая позволяет регулировать высоту рамы.
Тормоза дисковые на всех колёсах. На лёгких версиях применяется пневмогидравлический привод тормозов, на тяжёлых — пневматический.
Для Eurocargo существует несколько типов кабин: стандартная двухместная без спального отсека, кабина со спальным отсеком и сдвоенная кабина на 7 человек для различных коммунальных служб.

Линейка двигателей включает в себя два агрегата:
- Tector 4 — рядный 4-цилиндровый, объёмом 3,9 литра. Варианты мощности: 160 и 180 л. с.
- Tector 6 — рядный 6-цилиндровый, объёмом 5,9 литра. Варианты мощности: 220, 250, 280 и 300 л. с.

Оба мотора оснащены турбиной с интеркулером. Впрыск — система Common Rail. Головка блока — алюминиевая, общая, количество клапанов на цилиндр — 4. В системе охлаждения используется вязкостная муфта. Для соответствия выхлопа стандарту Евро-5, двигатель оборудован системой впрыска раствора мочевины AdBlue.
Варианты трансмиссии включают в себя ручную, автоматизированную и автоматическую коробки передач, производства ZF и Allison.